# Joaquín Lluch
Joaquín Lluch y Garriga (Manresa, 22 de febrero de 1816-Umbrete, 28 de septiembre de 1882) fue un sacerdote católico, obispo y cardenal español.

## Biografía
Nació en Manresa, en 1830 ingresó en la orden Carmelita, en 1835 cuando era estudiante de filosofía y teología, tuvo lugar la revolución de 1835, como consecuencia de la misma, huyó de España, refugiándose en Francia e Italia.
Se ordenó sacerdote en 1838, en 1858 fue nombrado obispo de la diócesis de Canarias y en 1868 de Salamanca. También fue nombrado administrador apostólico de la diócesis de Tenerife. En 1869, asistió al Concilio Vaticano I que estuvo presidido por el Papa Pio IX. En 1867 Joaquín Lluch consiguió de este Papa la ratificación del patronazgo de la Virgen de Candelaria sobre el archipiélago y sus dos diócesis.
En 1874 recibió el nombramiento de obispo de la diócesis de Barcelona, el 22 de junio de 1877 el de arzobispo de Sevilla y el 27 de marzo de 1882 cardenal por el Papa León XIII.
Falleció en 1882 en su residencia de Umbrete y está enterrado en la capilla de San Laureano de la Catedral de Sevilla. Su sepulcro en mármol fue labrado por el escultor Agapito Vallmitjana en 1885.
| Predecesor: Buenaventura Codina y Augerolas | Obispo de la Diócesis de Canarias 1858 – 1868        | Sucesor: José María Urquinaona y Bidot  |
| Predecesor: Anastasio Rodrigo Yusto         | Obispo de Salamanca 1868 - 1874                      | Sucesor: Narciso Martínez Izquierdo     |
| Predecesor: Pantaleón Montserrat Navarro    | Obispo de Barcelona 1874 – 1877                      | Sucesor: José María Urquinaona y Bidot  |
| Predecesor: Luis de la Lastra y Cuesta      | Arzobispo de Sevilla 1877-1882                       | Sucesor: Zeferino González y Díaz Tuñón |
| Predecesor: José Lamarque de Novoa          | Hermano Mayor de la Soledad de San Lorenzo 1880-1882 | Sucesor: José Lamarque de Novoa         |